# Heri Susanto
Heri Susanto (sinh ngày 15 tháng 7 năm 1994, ở Magelang) là một cầu thủ bóng đá người Indonesia thi đấu cho PSM Makassar ở Liga 1 ở vị trí tiền đạo 

## Sự nghiệp câu lạc bộ

### Persiba Balikpapan
Heri có màn ra mắt trước Arema FC ở vòng đầu tiên Indonesia Soccer Championship A 2016, lúc đó Heri ngồi ghế dự bị. Bàn thắng đầu tiên anh ghi được là vào lưới Bali United F.C. ở vòng 5. 

Ở vòng 9, trước Persegres Gresik United, Heri có thêm bàn thắng. Trong hiệp hai vừa mới bắt đầu 5 phút, Heri Susanto đã ghi bàn vào lưới Persegres Gresik United. Heri mang về chiến thắng 5-3 trước Gresik United 